# Ікарі Юкі
Ікарі Юкі (21 серпня 2000) — японський плавець.
Учасник Олімпійських Ігор 2020 року.
Переможець літньої Універсіади 2019 року.